# Borowoj
Borowoj – osiedle typu miejskiego w Rosji, w Republice Komi. W 2010 roku liczyło 1560 mieszkańców.